# Maternitatea Giulești
Maternitatea Giulești este o maternitate din București.
Face parte din Spitalul Clinic de Obstetrică-Ginecologie „Prof. Dr. Panait Sârbu”.
La 16 august 2010, din cauza unei instalații improvizate, a izbucnit un incendiu în secția de prematuri (secția de terapie intensivă), bilanțul fiind șase bebeluși morți și cinci cu arsuri grave.
La acea dată, unitatea era condusă de prof. dr. Bogdan Marinescu.
Expertiza oficială a arătat că ștecherul de la aparatul de aer condiționat din salon și priza în care acesta era băgat s-au încins și au luat foc.
Erau ascunse în spatele unui dulap.
Apoi cablul a acționat ca un fitil, conducând incendiul la aparatul de aer condiționat.
De aici, focul s-a extins rapid la mobilier, iar metalul a început să se topească și să picure.
La 2 aprilie 2015, sentința definitivă a Curții de Apel București a fost:
- Asistenta Florentina Cîrstea a fost condamnată la doi ani și două luni de închisoare cu executare pentru că a lipsit 4 minute din salon
- Bogdan Marinescu a fost condamnat la șase luni de închisoare cu suspendare cu un termen de încercare de doi ani și șase luni
- Electricianul Gigel Oprea a fost condamnat la un an de închisoare cu suspendare
- Totodată, instanța a stabilit despăgubiri de 4,3 milioane de euro pentru a fi achitate, fără nicio amânare, de către „inculpații Spitalul «Prof. Dr. Panait Sârbu», Cârstea Florentina Daniela, Oprea Gigel și Marinescu Bogdan, iar inculpatul Spitalul «Prof. Dr. Panait Sârbu» și în solidar cu părțile responsabile, Ministerul Sănătății și Primăria București”. Compania de asigurare a achitat 510.000 de euro, pe asigurarea de malpraxis a personalului medical.[1]

Până în octombrie 2015 au fost plătiți doar 300.000 de euro.
Până în ianuarie 2016, despăgubirile au fost achitate complet.